# 沙恩-瓦都茲車站

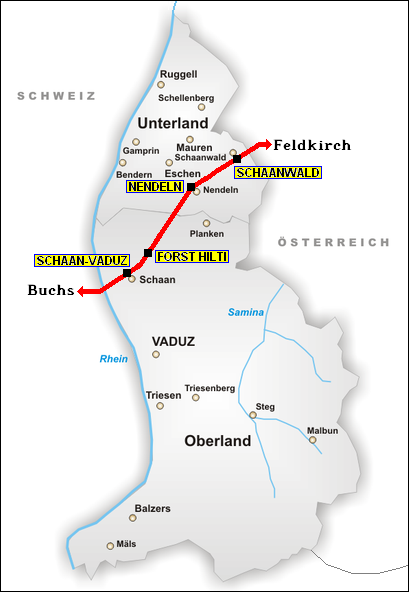
列支敦士登鐵道路線圖，顯示鐵路線（紅色）和全國4座火車站（黑點）位置，沙恩-瓦都茲車站位於最左邊黑點處

沙恩-瓦都茲車站（德語：Bahnhof Schaan-Vaduz）是位於列支敦斯登沙恩的一個火車站，距離首都瓦都茲3.5公里。由奧地利聯邦鐵路公司（ÖBB）所管理。沙恩-瓦都茲車站位於單線電氣化的跨國鐵路費爾德基希－布克斯線上，位於瑞士布克斯SG車站和福斯特喜利得車站（沙恩北郊）之間。僅提供短途區域火車服務，該站每天有18班列車服務，瑞士和奧地利之間每個方向有9趟列車。